# Gaddesby
Koordinaten: 52° 42′ N, 0° 58′ W
Gaddesby ist ein Dorf im Leicestershire, England, südlich von Melton Mowbray und nordöstlich von Leicester.
Gegenwärtig besteht Gaddesby aus 170 Haushalten und einer Bevölkerung von fast 450 Menschen. Durch jüngsten Siedlungsbau wurde das Dorf zu einem beliebten ländlichen Erholungsraum für Leicester.

## Geschichte
An der Endung -by kann man erkennen, dass Gaddesby als Siedlung während der dänischen Besetzung im 9. Jahrhundert (Danelag) entstanden ist. Die Endung -by bedeutet so viel wie Dorf oder Stadt.
Gaddesby wird im Domesday Book von 1086 als Gadesbi erwähnt. Der Quelle nach sei es hauptsächlich ein pastorales (also bäuerliches) Dorf mit einer Mühle.

## St Lukes Church

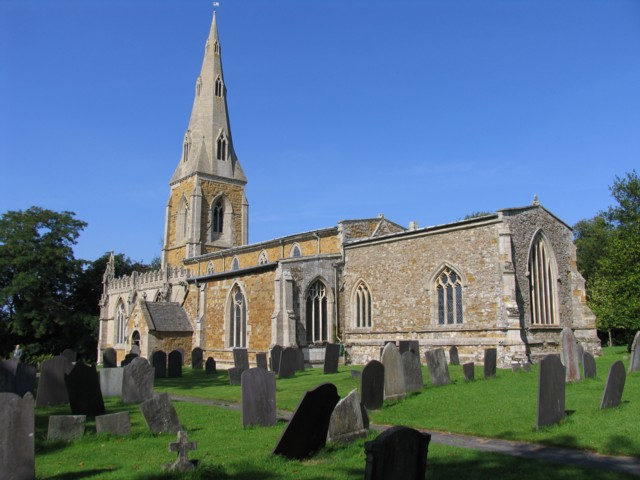
Sankt Lukas-Kirche

Die Sankt Lukas-Kirche (St. Luke's Church) wurde ursprünglich als normannische Kirche, also einem einfachen Raum mit einem Turm, gebaut. Sie war seit dem 10. Jahrhundert Teil des Sokes (d. h. des Gerichtsbezirks) von „Rothley“. Die beiden Seitengänge, der nördliche und der südliche, der Turm und die Kanzel wurden im 13. Jahrhundert hinzugefügt und in den folgenden 200 Jahren kunstvoll ausgearbeitet. Die Kirche hat den Ruf, einige der schönsten Beispiele für Steinmetzarbeiten des 14. Jahrhunderts im Lande zu haben. Sie schmücken an der Außenseite der Südwestecke die Tempelritter-Kapelle. Die Eichenbänke im Mittelschiff sind wohl aus dem 15. Jahrhundert und das kalksteinerne Taufbecken ist auf 1320 datiert.
Die Größe der Kirche beweist die Bedeutung des Dorfes während seiner Entwicklungsperiode. Gaddesby wuchs zunächst wegen der Bedeutung der Wollstoffindustrie im Ost-Leicestershire. In der Tat hatte es vom 14. Jahrhundert an einen wöchentlichen Markt und eine jährliche Messe. Als die Wollstoffindustrie darniederging und die westliche Hälfte des Landes während der Industriellen Revolution an Bedeutung gewann, entwickelte sich Gaddesby zu einem ländlichen, rückständigen Dorf zurück.

## Gaddesby Hall
Gaddesby Hall, ein Herrenhaus, wurde auf dem Gelände eines früheren Herrenhauses namens Paske Hall gebaut. Paske Hall, war von einem Wassergraben umgeben und wird ins Jahr 1390 datiert.
Dieses alte Herrenhaus wurde 1744 abgerissen und das gegenwärtige Herrenhaus wurde errichtet. Die Häuser im Dorf bildeten Teile des Gutes von Gaddesby Hall. Über die Jahre hatte das Herrenhaus verschiedenste Besitzer, einschließlich der Nedham-, Ayre- und Cheney-Familien; allen von ihnen wird in der Kirche gedacht. Das Gut wurde 1917 zum Verkauf freigegeben, zu dieser Zeit wurde dann auch die gefeierte Statue von „Colonel Cheney“ nach Sankt Lukas gebracht. Nach erlittener Vernachlässigung und nach der Nutzung durch die American Armed Force während des Zweiten Weltkrieges, wurde das Herrenhaus während der 1950er Jahre in seiner Größe reduziert.

## Besonderheiten
- Das Dorf hat viele Quellen, und es sind immer noch zwei Wasserpumpen in der Chapel Lane (einer kleinen Straße) zu finden.
- An der Ecke der Chapel Lane und der Cross Street befindet sich ein großer Felsbrocken, „der blaue Stein“ (the blue stone); er markiert eine Stelle, von der vermutlich John Wesley gepredigt hat. Die Methodisten-Kapelle wurde 1966 abgerissen.
- Viele unter Denkmalschutz stehende und viele ältere Häuser, einschließlich ehemaliger Jagdhütten (hunting lodges), existieren immer noch. Auch ist eine alte Windmühle nahe dem Ort erhalten geblieben.